# 나치당 당관방
당관방(黨官房, 독일어: Parteikanzlei 파르다이칸츨라이[*], 영어: Party Chancellery)은 국가사회주의 독일 노동자당(NSDAP)의 당조직 가운데 하나로서 대략 총무처에 해당한다. 1941년 5월 12일 이전까지는 지도자대리 참모진(指導者代理 參謀陣, 독일어: Stab des Stellvertreters des Führers)이라는 명칭이었고 그 이후 지도자대리 직책이 폐지되면서 당관방이라고 명칭이 변경되었다.
나치당이 정권을 장악한 1933년 이후에도 나치 중앙당사는 수도 베를린이 아닌 과거 기반지역 뮌헨에 소재했으며 루돌프 헤스가 지도자대리 직함을 달고 당수인 아돌프 히틀러의 대리인 2인자로서 당을 관리했다. 헤스의 중앙당은 한스 라머스의 국가수상부 및 다른 나치 당조직인 지도자관방, 각 지역당의 대관구지휘자 및 전국지휘자들과 영향력 경쟁관계에 있었다. 헤스의 개인 비서이자 지도자대리 참모장이었던 마르틴 보어만이 이러한 영향력 경쟁을 책임지고 있었는데, 보어만은 이 지위를 이용해 광범위한 당내 관료제 체제를 만들어 자신이 최대한 많은 의사결정에 개입할 수 있게 만들었다. 곧 보어만은 당의 이해를 대변하는 필수적이고 대체 불가능한 간부로 부상했고, 지역당의 영향력을 약화시켰다. 1939년 히틀러는 보어만에게 자신의 개인 재산 관리를 맡겼고 보어만은 아돌프 히틀러 독일 상공기금을 조성해 독일의 산업자본가들에게 돈을 걷었다. 이 기금을 통해 모은 돈은 여러 당료들에게 분배되었지만 대부분은 히틀러의 사생활에 사용되었다.
1941년 4월 10일, 헤스가 영국과 평화회담을 맺겠다고 독단적으로 혈혈단신 건너갔다가 포로로 잡혔다. 이에 히틀러는 이틀 뒤인 5월 12일 헤스가 맡고 있던 지도자대리 직책을 폐지한다. 그리고 보어만에게 당관방지휘자(Leiter der Partei-Kanzlei)의 직함을 부여하고 그에게 헤스의 이전 업무를 맡겼다. 당관방지휘자로서 보어만은 나치당의 모든 업무를 책임졌고 오로지 히틀러에게만 책임을 지는 당내 일인지하 만인지상의 위치를 확보했다. 보어만은 이 위치를 이용해 히틀러와 다른 사람들의 접촉을 제한시킴으로써 자신의 이익을 도모했고 그 과정에서 알베르트 호프만, 게르하르트 클로퍼, 헬무트 프리드리히스 등의 부하들의 도움을 받아 군수나 인력 같은 분야에까지 당의 영향력을 뻗치려고 했다. 군수장관 알베르트 슈페어는 보어만의 이러한 참견행위에 불만을 가졌다. 1943년 4월 12일, 보어만은 공식적으로 히틀러의 개인비서로 임명되어 히틀러의 강력한 신임을 받음을 확고이 했다. 그 이후로 나치 독일이 멸망할 때까지 모든 국내 업무는 보어만의 통제하에 있었다. 보어만은 1945년 4월 30일  사망할 때까지 당관방지휘자직을 유지했다.

## 참고 자료
- Lang, Jochen von (1979). The Secretary. Martin Bormann: The Man Who Manipulated Hitler. New York: Random House. ISBN 978-0-394-50321-9.
- McGovern, James (1968). Martin Bormann. New York: William Morrow & Company. OCLC 441132.
- McNab, Chris (2009). The Third Reich. Amber Books Ltd. ISBN 978-1-906626-51-8.
- Miller, Michael (2006). Leaders of the SS and German Police, Vol. 1. San Jose, CA: R. James Bender. ISBN 978-93-297-0037-2.
- Speer, Albert (1971) [1969]. Inside the Third Reich. New York: Avon. ISBN 978-0-380-00071-5.